# Eleva
Eleva è un comune degli Stati Uniti, situato in Wisconsin, nella Contea di Trempealeau.